# Osvaldo López
Osvaldo Abel „Cocho” López (ur. 2 grudnia 1947 roku w  Buenos Aires) – argentyński kierowca wyścigowy.

## Kariera
López rozpoczął karierę w międzynarodowych wyścigach samochodowych w 1971 roku od gościnnych startów w F1 Mecanica Argentina, gdzie jednak raz stanął na podium. W późniejszych latach Argentyńczyk pojawiał się także w stawce Europejskiej Formuły 2, TC2000 Argentina, Turismo Nacional (TN) Argentina, Południowoamerykańskiej Formuły 2, Turismo Carretera Argentina, IMSA Exxon Supreme GT Series oraz South American Supertouring Championship.
W Europejskiej Formule 2 Argentyńczyk wystartował w czterech ostatnich wyścigach sezonu 1979 w samochodzie March 792. Dwukrotnie wyścig kończył na dziewiątej pozycji oraz dwukrotnie nie osiągał linii mety.